# 조지 스트레이트
조지 스트레이트(George Strait, 1952년 5월 18일 ~ )는 미국의 컨트리 가수이다.